# Labeo mbimbii
Labeo mbimbii — вид прісноводних риб родини коропових (Cyprinidae). Описаний у 2023 році.

## Поширення
Ендемік Демократичної Республіки Конго. Поширений у річці Лулуа, правій притоці річки Касаї.